# Karlsruher Sport-Club Mühlburg-Phönix 1993-1994
Questa voce raccoglie le informazioni riguardanti il Karlsruher Sport-Club Mühlburg-Phönix nelle competizioni ufficiali della stagione 1993-1994.

## Stagione
Nella stagione 1993-1994 il Karlsruhe, allenato da Winfried Schäfer, concluse il campionato di Bundesliga al 6º posto. In Coppa di Germania il Karlsruhe fu eliminato al terzo turno dal Borussia M'gladbach. In Coppa UEFA il Karlsruhe fu eliminato in semifinale dall'Austria Salisburgo.

## Rosa
| N. |                     | Ruolo | Calciatore       |
| -- | ------------------- | ----- | ---------------- |
| 2  | Germania (bandiera) | D     | Gunther Metz     |
| 3  | Germania (bandiera) | D     | Burkhard Reich   |
| 4  | Germania (bandiera) | D     | Michael Wittwer  |
| 5  | Germania (bandiera) | C     | Manfred Bender   |
| 6  | Croazia (bandiera)  | D     | Slaven Bilić     |
| 7  | Germania (bandiera) | D     | Dirk Schuster    |
| 14 | Germania (bandiera) | A     | Eberhard Carl    |
| 15 | Germania (bandiera) | C     | Markus Bähr      |
| 16 | Germania (bandiera) | D     | Jens Nowotny     |
| 18 | Germania (bandiera) | A     | Edgar Schmitt    |
| 20 | Russia (bandiera)   | A     | Sergej Kir'jakov |
| 22 | Germania (bandiera) | P     | Thomas Walter    |
| 26 | Germania (bandiera) | C     | Martin Jung      |
|    | Germania (bandiera) | P     | Oliver Kahn      |

| N. |                      | Ruolo | Calciatore             |
| -- | -------------------- | ----- | ---------------------- |
|    | Germania (bandiera)  | P     | Oliver Schneider       |
|    | Croazia (bandiera)   | D     | Srećko Bogdan          |
|    | Serbia (bandiera)    | D     | Pero Škorić            |
|    | Germania (bandiera)  | C     | Heiko Bonan            |
|    | Danimarca (bandiera) | C     | Christian Flindt-Bjerg |
|    | Germania (bandiera)  | C     | Matthias Fritz         |
|    | Germania (bandiera)  | C     | Dirk Klinge            |
|    | Germania (bandiera)  | C     | Wolfgang Rolff         |
|    | Germania (bandiera)  | C     | Javier Sanchez         |
|    | Germania (bandiera)  | C     | Lars Schmidt           |
|    | Germania (bandiera)  | C     | Rainer Schütterle      |
|    | Germania (bandiera)  | A     | Rainer Krieg           |
|    | Germania (bandiera)  | A     | Karl-Heinz Lutz        |
|    | Russia (bandiera)    | A     | Valerij Šmarov         |

## Organigramma societario
Area tecnica
- Allenatore: Winfried Schäfer
- Allenatore in seconda:
- Preparatore dei portieri:
- Preparatori atletici:

## Calciomercato

### Sessione estiva
| Acquisti | Acquisti      | Acquisti              | Acquisti |
| R.       | Nome          | da                    | Modalità |
| -------- | ------------- | --------------------- | -------- |
| D        | Slaven Bilić  | Hajduk Spalato        |          |
| C        | Heiko Bonan   | Bochum                |          |
| A        | Edgar Schmitt | Eintracht Francoforte |          |
| D        | Pero Škorić   | SC Bamberg            |          |

| Cessioni | Cessioni   | Cessioni  | Cessioni |
| R.       | Nome       | a         | Modalità |
| -------- | ---------- | --------- | -------- |
| D        | Ralph Bany | Ditzingen |          |

### Sessione invernale
| Acquisti | Acquisti | Acquisti | Acquisti |
| R.       | Nome     | da       | Modalità |
| -------- | -------- | -------- | -------- |

| Cessioni | Cessioni         | Cessioni | Cessioni |
| R.       | Nome             | a        | Modalità |
| -------- | ---------------- | -------- | -------- |
| D        | Peter Neustädter | Chemnitz |          |

## Risultati

### Bundesliga

#### Girone di andata
| Arbitro: | Strampe |

|                          |           |          |
| Sammer 59’ Chapuisat 63’ | Marcatori | 90’ Carl |

| Arbitro: | Berg |

|               |           |  |
| Carl 35’, 49’ | Marcatori |  |

| Arbitro: | Habermann |

|                        |           |             |
| Rudy 6’ Kobylański 85’ | Marcatori | 68’ Schmitt |

| Arbitro: | Kasper |

|               |           |  |
| Kir'jakov 20’ | Marcatori |  |

| Arbitro: | Krug |

|                          |           |             |
| Bein 47’, 77’ Okocha 87’ | Marcatori | 65’ Schmitt |

| Arbitro: | Fröhlich |

|             |           |           |
| Schmitt 78’ | Marcatori | 19’ Marin |

| Arbitro: | Osmers |

|         |           |                   |
| Wück 5’ | Marcatori | 9’ (aut.) Brunner |

| Arbitro: | Dellwing |

|  |           |                                      |
|  | Marcatori | 11’ (aut.) Wittwer 88’, 89’ Wiedener |

| Karlsruhe 24 settembre 1993, ore 20:00 CEST 9ª giornata | Karlsruhe | 0 – 0 referto | Schalke 04 | Wildparkstadion (19 000 spett.)\| Arbitro: \| Malbranc \| |
| Arbitro:                                                | Malbranc  |               |            |                                                           |

| Arbitro: | Steinborn |

|                                 |           |                                    |
| Zeyer 12’ Seeliger 20’ Todt 61’ | Marcatori | 14’ Schmitt 52’, 56’ (rig.) Bender |

| Arbitro: | Ziller |

|                          |           |  |
| Bender 22’ Kir'jakov 25’ | Marcatori |  |

| Arbitro: | Kasper |

|           |           |               |
| Kranz 28’ | Marcatori | 41’ Kir'jakov |

| Karlsruhe 10 novembre 1993, ore 20:00 CET 13ª giornata | Karlsruhe | 0 – 0 referto | Stoccarda | Wildparkstadion (31 000 spett.)\| Arbitro: \| Scheuerer \| |
| Arbitro:                                               | Scheuerer |               |           |                                                            |

| Arbitro: | Weber |

|              |           |  |
| Heidrich 69’ | Marcatori |  |

| Arbitro: | Strampe |

|                                            |           |  |
| Bender 5’, 20’, 59’ Carl 78’ Kir'jakov 85’ | Marcatori |  |

| Arbitro: | Führer |

|               |           |  |
| Sternkopf 50’ | Marcatori |  |

| Arbitro: | Schäfer |

|                       |           |  |
| Krieg 41’ Schmitt 75’ | Marcatori |  |

#### Girone di ritorno
| Arbitro: | Wiesel |

|                         |           |                                |
| Kir'jakov 28’, 43’, 45’ | Marcatori | 3’ Poschner 16’, 18’ Chapuisat |

| Arbitro: | Merk |

|              |           |           |
| Hartmann 25’ | Marcatori | 86’ Bilić |

| Arbitro: | Berg |

|                        |           |  |
| Bonan 4’ Kir'jakov 80’ | Marcatori |  |

| Arbitro: | Aust |

|                 |           |                       |
| Hochstätter 30’ | Marcatori | 46’ Krieg 72’ Nowotny |

| Arbitro: | Jansen |

|              |           |  |
| Kir'jakov 5’ | Marcatori |  |

| Kaiserslautern 26 febbraio 1994, ore 15:30 CET 23ª giornata | Kaiserslautern | 0 – 0 referto | Karlsruhe | Fritz-Walter-Stadion (37 192 spett.)\| Arbitro: \| Assenmacher \| |
| Arbitro:                                                    | Assenmacher    |               |           |                                                                   |

| Arbitro: | Weber |

|                                       |           |                      |
| Bender 47’ Schmitt 68’ Schütterle 74’ | Marcatori | 4’ Zárate 61’ Sutter |

| Arbitro: | Fischer |

|  |           |                        |
|  | Marcatori | 51’, 63’ (rig.) Bender |

| Arbitro: | Merk |

|                      |           |  |
| Anderbrügge 74’, 89’ | Marcatori |  |

| Arbitro: | Fröhlich |

|                                   |           |                    |
| Schmitt 39’ (rig.) Schütterle 66’ | Marcatori | 23’ (rig.) Cardoso |

| Arbitro: | Habermann |

|                                   |           |             |
| Sérgio 19’ Wörns 67’ Schuster 85’ | Marcatori | 61’ Schmitt |

| Arbitro: | Steinborn |

|           |           |  |
| Bonan 65’ | Marcatori |  |

| Arbitro: | Albrecht |

|                                         |           |  |
| Buck 44’ Sverrisson 65’ Kögl 74’ (rig.) | Marcatori |  |

| Arbitro: | Führer |

|                                       |           |                         |
| Šmarov 16’ Schmitt 32’ Schütterle 87’ | Marcatori | 73’ Heidrich 89’ Pančev |

| Arbitro: | Kasper |

|               |           |                     |
| Jasarević 63’ | Marcatori | 49’ Bilić 56’ Reich |

| Arbitro: | Krug |

|           |           |             |
| Rolff 34’ | Marcatori | 8’ Witeczek |

| Arbitro: | Aust |

|                                             |           |             |
| Jozić 24’, 34’, 90’ Prinzen 48’ Leśniak 76’ | Marcatori | 63’ Nowotny |

### Coppa di Germania
| Arbitro: | Fleischer |

|             |           |                                    |
| Berecko 63’ | Marcatori | 60’, 86’ Bender 62’, 88’ Kir'jakov |

| Arbitro: | Pohlmann |

|  |           |                                  |
|  | Marcatori | 32’ Carl 50’ Schuster 56’ Bender |

| Arbitro: | Krug |

|                 |           |  |
| Kastenmaier 80’ | Marcatori |  |

### Coppa UEFA
| Arbitro: | Correia |

|                           |           |                    |
| Schmitt 21’ Kir'jakov 30’ | Marcatori | 36’ (rig.) Popescu |

| Eindhoven 28 settembre 1993, ore CET Primo turno | PSV       | 0 – 0 referto | Karlsruhe | Philips Stadion (17 000 spett.)\| Arbitro: \| Navarrete \| |
| Arbitro:                                         | Navarrete |               |           |                                                            |

| Arbitro: | Leduc |

|                              |           |             |
| Mijatović 35’ Penev 47’, 73’ | Marcatori | 80’ Schmitt |

| Arbitro: | Przesmycki |

|                                                                |           |  |
| Schmitt 29’, 34’, 59’, 63’ Schütterle 37’ Šmarov 46’ Bilić 90’ | Marcatori |  |

| Arbitro: | Çakar |

|            |           |  |
| Zidane 77’ | Marcatori |  |

| Arbitro: | Amendolia |

|                                |           |  |
| Schmitt 16’, 75’ Kir'jakov 65’ | Marcatori |  |

| Arbitro: | Grabher |

|               |           |             |
| Owubokiri 40’ | Marcatori | 77’ Wittwer |

| Arbitro: | Crăciunescu |

|                     |           |  |
| Nogueira 35’ (aut.) | Marcatori |  |

| Vienna 29 marzo 1994, ore CEST Semifinale | Austria Salisburgo | 0 – 0 referto | Karlsruhe | Stadio Ernst Happel (47 800 spett.)\| Arbitro: \| Nikakis \| |
| Arbitro:                                  | Nikakis            |               |           |                                                              |

| Arbitro: | van Den Wijngaert |

|           |           |             |
| Krieg 54’ | Marcatori | 12’ Stadler |

## Statistiche

### Statistiche di squadra
| Competizione      | Punti | In casa | In casa | In casa | In casa | In casa | In casa | In trasferta | In trasferta | In trasferta | In trasferta | In trasferta | In trasferta | Totale | Totale | Totale | Totale | Totale | Totale | DR  |
| Competizione      | Punti | G       | V       | N       | P       | Gf      | Gs      | G            | V            | N            | P            | Gf           | Gs           | G      | V      | N      | P      | Gf     | Gs     | DR  |
| ----------------- | ----- | ------- | ------- | ------- | ------- | ------- | ------- | ------------ | ------------ | ------------ | ------------ | ------------ | ------------ | ------ | ------ | ------ | ------ | ------ | ------ | --- |
| Bundesliga        | 38    | 17      | 11      | 5       | 1       | 29      | 13      | 17           | 3            | 5            | 9            | 17           | 30           | 34     | 14     | 10     | 10     | 46     | 43     | +3  |
| Coppa di Germania | -     | 0       | 0       | 0       | 0       | 0       | 0       | 3            | 2            | 0            | 1            | 7            | 2            | 3      | 2      | 0      | 1      | 7      | 2      | +5  |
| Coppa UEFA        | -     | 5       | 4       | 1       | 0       | 14      | 2       | 5            | 0            | 3            | 2            | 2            | 5            | 10     | 4      | 4      | 2      | 16     | 7      | +9  |
| Totale            | 38    | 22      | 15      | 6       | 1       | 43      | 15      | 25           | 5            | 8            | 12           | 26           | 37           | 47     | 20     | 14     | 13     | 69     | 52     | +17 |

### Andamento in campionato
| Giornata  | 1  | 2 | 3  | 4 | 5  | 6  | 7 | 8  | 9  | 10 | 11 | 12 | 13 | 14 | 15 | 16 | 17 | 18 | 19 | 20 | 21 | 22 | 23 | 24 | 25 | 26 | 27 | 28 | 29 | 30 | 31 | 32 | 33 | 34 |
| --------- | -- | - | -- | - | -- | -- | - | -- | -- | -- | -- | -- | -- | -- | -- | -- | -- | -- | -- | -- | -- | -- | -- | -- | -- | -- | -- | -- | -- | -- | -- | -- | -- | -- |
| Luogo     | T  | C | T  | C | T  | C  | T | C  | C  | T  | C  | T  | C  | T  | C  | T  | C  | C  | T  | C  | T  | C  | T  | C  | T  | T  | C  | T  | C  | T  | C  | T  | C  | T  |
| Risultato | P  | V | P  | V | P  | N  | N | P  | N  | N  | V  | N  | N  | P  | V  | P  | V  | N  | N  | V  | V  | V  | N  | V  | V  | P  | V  | P  | V  | P  | V  | V  | N  | P  |
| Posizione | 11 | 9 | 10 | 8 | 11 | 11 | 9 | 11 | 11 | 11 | 9  | 9  | 10 | 12 | 10 | 11 | 10 | 10 | 11 | 9  | 8  | 8  | 8  | 5  | 4  | 5  | 3  | 5  | 5  | 6  | 5  | 3  | 3  | 6  |

Legenda:

Luogo: C = Casa; T = Trasferta. Risultato: V = Vittoria; N = Pareggio; P = Sconfitta.

### Statistiche dei giocatori
| Giocatore       | Bundesliga | Bundesliga | Bundesliga  | Bundesliga | Coppa di Germania | Coppa di Germania | Coppa di Germania | Coppa di Germania | Coppa UEFA | Coppa UEFA | Coppa UEFA  | Coppa UEFA | Totale   | Totale | Totale      | Totale     |
| Giocatore       | Presenze   | Reti       | Ammonizioni | Espulsioni | Presenze          | Reti              | Ammonizioni       | Espulsioni        | Presenze   | Reti       | Ammonizioni | Espulsioni | Presenze | Reti   | Ammonizioni | Espulsioni |
| --------------- | ---------- | ---------- | ----------- | ---------- | ----------------- | ----------------- | ----------------- | ----------------- | ---------- | ---------- | ----------- | ---------- | -------- | ------ | ----------- | ---------- |
| M. Bender       | 27         | 9          | 4           | 0          | 3                 | 3                 | 0                 | 0                 | 5          | 0          | 2           | 1          | 35       | 12     | 6           | 1          |
| S. Bilić        | 26         | 2          | 5           | 2          | 2                 | 0                 | 1                 | 0                 | 9          | 1          | 1           | 0          | 37       | 3      | 7           | 2          |
| S. Bogdan       | 0          | 0          | 0           | 0          | 0                 | 0                 | 0                 | 0                 | 0          | 0          | 0           | 0          | 0        | 0      | 0           | 0          |
| H. Bonan        | 26         | 2          | 2           | 1          | 2                 | 0                 | 1                 | 0                 | 9          | 0          | 1           | 0          | 37       | 2      | 4           | 1          |
| M. Bähr         | 0          | 0          | 0           | 0          | 0                 | 0                 | 0                 | 0                 | 0          | 0          | 0           | 0          | 0        | 0      | 0           | 0          |
| E. Carl         | 22         | 4          | 3           | 0          | 2                 | 1                 | 0                 | 0                 | 5          | 0          | 1           | 0          | 29       | 5      | 4           | 0          |
| C. Flindt-Bjerg | 0          | 0          | 0           | 0          | 0                 | 0                 | 0                 | 0                 | 0          | 0          | 0           | 0          | 0        | 0      | 0           | 0          |
| M. Fritz        | 0          | 0          | 0           | 0          | 0                 | 0                 | 0                 | 0                 | 0          | 0          | 0           | 0          | 0        | 0      | 0           | 0          |
| M. Jung         | 0          | 0          | 0           | 0          | 0                 | 0                 | 0                 | 0                 | 0          | 0          | 0           | 0          | 0        | 0      | 0           | 0          |
| O. Kahn         | 31         | 0          | 0           | 0          | 3                 | 0                 | 0                 | 0                 | 10         | 0          | 0           | 0          | 44       | 0      | 0           | 0          |
| S. Kir'jakov    | 32         | 9          | 3           | 1          | 2                 | 2                 | 1                 | 0                 | 9          | 2          | 1           | 0          | 43       | 13     | 5           | 1          |
| D. Klinge       | 13         | 0          | 0           | 0          | 1                 | 0                 | 0                 | 0                 | 7          | 0          | 1           | 0          | 21       | 0      | 1           | 0          |
| R. Krieg        | 23         | 2          | 1           | 0          | 3                 | 0                 | 0                 | 0                 | 5          | 1          | 0           | 0          | 31       | 3      | 1           | 0          |
| K. Lutz         | 0          | 0          | 0           | 0          | 0                 | 0                 | 0                 | 0                 | 0          | 0          | 0           | 0          | 0        | 0      | 0           | 0          |
| G. Metz         | 12         | 0          | 0           | 0          | 0                 | 0                 | 0                 | 0                 | 4          | 0          | 2           | 0          | 16       | 0      | 2           | 0          |
| P. Neustädter   | 1          | 0          | 0           | 0          | 0                 | 0                 | 0                 | 0                 | 0          | 0          | 0           | 0          | 1        | 0      | 0           | 0          |
| J. Nowotny      | 20         | 2          | 4           | 0          | 2                 | 0                 | 1                 | 0                 | 4          | 0          | 1           | 0          | 26       | 2      | 6           | 0          |
| B. Reich        | 25         | 1          | 3           | 0          | 2                 | 0                 | 1                 | 0                 | 6          | 0          | 1           | 0          | 33       | 1      | 5           | 0          |
| W. Rolff        | 24         | 1          | 4           | 2          | 3                 | 0                 | 0                 | 0                 | 7          | 0          | 2           | 0          | 34       | 1      | 6           | 2          |
| J. Sanchez      | 0          | 0          | 0           | 0          | 0                 | 0                 | 0                 | 0                 | 0          | 0          | 0           | 0          | 0        | 0      | 0           | 0          |
| L. Schmidt      | 19         | 0          | 5           | 0          | 2                 | 0                 | 0                 | 0                 | 3          | 0          | 0           | 0          | 24       | 0      | 5           | 0          |
| E. Schmitt      | 28         | 9          | 6           | 0          | 3                 | 0                 | 1                 | 0                 | 9          | 8          | 1           | 0          | 40       | 17     | 8           | 0          |
| O. Schneider    | 0          | 0          | 0           | 0          | 0                 | 0                 | 0                 | 0                 | 0          | 0          | 0           | 0          | 0        | 0      | 0           | 0          |
| D. Schuster     | 32         | 0          | 10          | 0          | 3                 | 1                 | 0                 | 0                 | 8          | 0          | 3           | 0          | 43       | 1      | 13          | 0          |
| R. Schütterle   | 27         | 3          | 6           | 0          | 2                 | 0                 | 0                 | 0                 | 10         | 1          | 0           | 0          | 39       | 4      | 6           | 0          |
| V. Šmarov       | 21         | 1          | 2           | 0          | 2                 | 0                 | 0                 | 0                 | 6          | 1          | 1           | 0          | 29       | 2      | 3           | 0          |
| T. Walter       | 3          | 0          | 0           | 0          | 0                 | 0                 | 0                 | 0                 | 0          | 0          | 0           | 0          | 3        | 0      | 0           | 0          |
| M. Wittwer      | 25         | 0          | 4           | 0          | 1                 | 0                 | 0                 | 0                 | 9          | 1          | 2           | 0          | 35       | 1      | 6           | 0          |
| P. Škorić       | 0          | 0          | 0           | 0          | 0                 | 0                 | 0                 | 0                 | 0          | 0          | 0           | 0          | 0        | 0      | 0           | 0          |